# Doi nătărăi în Africa
Africa Screams este un film de comedie american din 1949 regizat de Charles Barton. În rolurile principale joacă actorii Bud Abbott și Lou Costello.

## Distribuție
- Bud Abbott ca Buzz Johnson
- Lou Costello ca Stanley Livington
- Clyde Beatty ca el însuși
- Frank Buck ca el însuși
- Max Baer ca Grappler McCoy
- Buddy Baer ca Boots Wilson
- Hillary Brooke ca Diana Emerson
- Joe Besser ca Harry
- Burton Wenland ca Bobo
- Charles Gemora ca The Ape